# Les Demoiselles de Giverny, effet de soleil
Les Demoiselles de Giverny, effet de soleil est un tableau de Claude Monet réalisé en 1894. Il représente des meulettes parsemant un champ près du village où il demeure à cette époque. Le tableau fait partie des collections du musée d'Israël à Jérusalem.
Le tableau est répertorié au catalogue raisonné de Monet, dans l'édition du Wildenstein Institute de 1996, Volume III, sous le numéro d'index W 1384.

## Contexte
En 1894, Monet a réalisé sa série des Meules et celle des Cathédrales de Rouen qui ont connu un grand succès. Il a pu y représenter différents effets de lumière, selon les saisons et les moments de la journée, sur un même sujet. Les «Demoiselles» sont des abris provisoires que font les moissonneurs avant de constituer des meules, ce qui peut expliquer que le peintre n'a réalisé que trois tableaux sur le sujet, d'ailleurs de compositions similaires.

## Sujet
Le sujet se situe près de la propriété du peintre, dans la plaine des Ajoux située entre Giverny et la Seine. Le tableau ne montrant aucune ombre projetée par les meulettes, le moment représenté se situe apparemment vers midi.

## Technique
Monet travaille sur la toile par empâtements. Leur épaisseur confére aux meulettes une réalité texturale.

## Devenir de l'œuvre
Exposée en France et aux États-Unis, elle est acquise par un collectionneur qui la lègue au musée national d'Art Bezalel, situé à Jérusalem en 1961. Le tableau est ensuite transféré au musée d'Israël.

## Autres versions

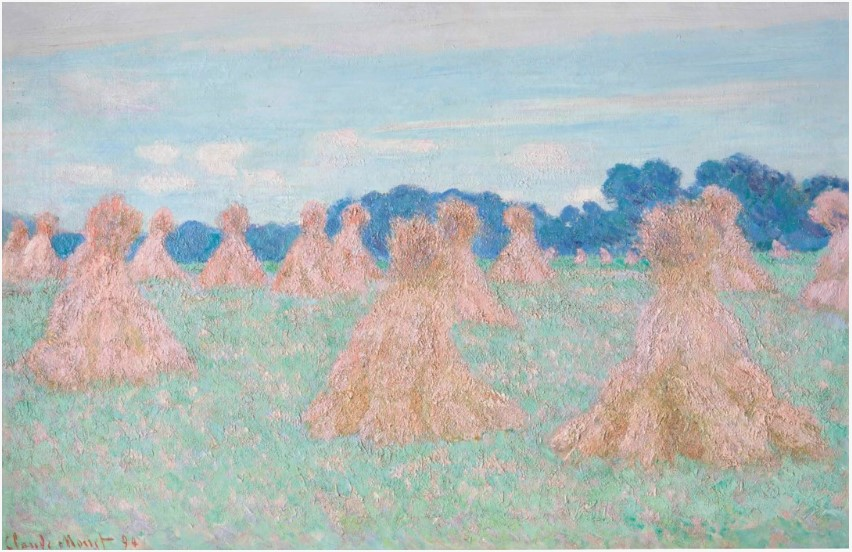
"Les Demoiselles de Giverny" (1894) de Claude Monet (W1383)

- "Les Demoiselles de Giverny" (1894) de Claude Monet (W1383)Vendue aux enchères pour plus de 9,6 millions de dollars par Christie's à un collectionneur particulier[3], une autre version fort similaire refaisait surface en 2012: "Les Demoiselles de Giverny" (W 1383), peinte à la même période, en 1894, au même endroit (la plaine des Ajoux qui s’étend de Giverny à la Seine) .
- Un tableau ayant un jour appartenu à Sylvester Stallone, "Les Meulettes" (W 1385), pourtant signé et daté par Monet de 1887, a vraisemblablement été fait à la même période que les deux autres versions, vu le point de vue et cadrage identique.